# Fahrenheit (videojoc)
Fahrenheit (conegut com a Indigo Prophecy als EUA) és un joc d'aventura desenvolupat per l'estudi francès Quantic Dream i publicat per Atari el 2005.

## Visió general i jugabilitat
Fahrenheit és un joc d'aventures en el qual tota decisió té un efecte directe en el desenvolupament de la història en un misteriós desplegament. En aquest thriller paranormal, la ciutat de Nova York és sacsejada per una sèrie de misteriosos assassinats que segueixen un mateix patró: gent normal i corrent és posseïda i maten a desconeguts en públic. Lucas Kane es converteix en un d'aquests assassins quan mata sobtadament a un estrany en el bany d'homes d'un bar-restaurant. Lucas ha de descobrir les forces sobrenaturals que s'amaguen darrere del crim abans que la policia li trobi o abans que perdi el seny.
El rebuig dels desenvolupadors a etiquetar aquest lliurament com un gènere de joc convencional va suposar una gran publicitat; Quantic Dream prefereix referir-se a ella com la primera "pel·lícula interactiva" en comptes d'un joc d'aventures o un joc d'acció en tercera persona. Aquest joc posa en relleu una gran quantitat de captures de moviments així com bifurcacions en la línia argumental, la divisió de càmeres en pantalla (molt similar a la sèrie de televisió 24) i la seva interfície (dissenyada per ser intuïtiva i realista). Els desencadenadors d'esdeveniments estan principalment basats en el temps; al contrari que en la majoria de jocs, on és el jugador qui els inicia. La majoria de crítiques van ser entusiastes, i els desenvolupadors van rebre considerables elogis pel seu intent de reinventar el gènere de "aventures".
| «                              | "El joc d'aventura, és un gènere que està... mort, està mort per no haver evolucionat. Després de quinze anys, des dels jocs de Lucas, què ha canviat en els jocs d'aventures? Gairebé sempre en 2D, sovint basats en els inventaris, combinació d'objectes, diàlegs interminables i encertar amb el píxel exacte, al moment exacte per activar l'acció. Tot això són mecanismes antics, quelcom antiquats avui dia, i el joc d'aventura es mor per no haver sabut créixer, evolucionar. És cert que una de les ambicions de Fahrenheit és la de renovar una mica el gènere, d'intentar veritablement que podem tenir una aventura narrativa que funciona de manera diferent, sense puzles i sense inventari". | » |
| — David Cage, creador del joc. | |   |

A més de Fahrenheit, Quantic Dream ha produït tres videojocs: Omikron: The Nomad Soul (Igualment ambiciós però menys reeixit, per a Windows i per a Dreamcast), Heavy Rain, Beyond: Two Souls i Detroit: Become Human exclusius per a Playstation 3 i 4.

## Sinopsi
El joc té lloc el 2009 a Nova York, sota una interminable tempesta de neu. Lucas Kane, un empleat de banc ordinari, de sobte entra en un estat de trance i apunyala un home als banys d'un restaurant. En tornar en si, és presa de pànic i fuig. Carla Valenti oficial de policia encarregada de resoldre l'assassinat va a la recerca d'ell, ajudada pel seu adjunt, Tyler Miles.
Però per a aquests tres protagonistes, els esdeveniments aviat tindran conseqüències que ningú sospitava. Ràpidament, el paranormal s'involucra i el cas es converteix en un fenomen mundial. Enmig d'una profecia mil·lenària (d'on el títol estatunidenc d'Indigo Prophecy), el joc proposa compartir la vida dels tres personatges per entendre el que està succeint.

## Personatges principals

### Lucas Kane
Es tracta del protagonista masculí principal del joc, entorn del qual gira la història.
El joc comença mostrant com Lucas, enfonsat en un misteriós tràngol, apunyala a un desconegut fins a matar-ho en el bany d'homes d'un bar-restaurant. Després del succés, s'esforça a descobrir qui o què li va conduir a cometre aquest assassinat, alhora que intenta amagar-se de les autoritats que investiguen el cas. Criat pels seus pares científics (la mort dels quals 10 anys enrere li va afectar fortament) en la remota base militar de Wishita, treballa actualment com a tècnic expert pel banc Naser & Jones a Manhattan. Des de la seva infància, té periòdicament visions clarividents, la inquietant naturalesa de la qual li va suposar un gran impacte emocional quan era nen i li va conduir a aïllar-se de la resta de la gent. Aquestes visions, que aparentment havien romàs inactives, es van incrementar sobtadament després dels successos en el bar-restaurant, juntament amb un gran augment de força física en Lucas i l'aparició d'habilitats telecinètiques. Al final del joc, Lucas i Carla poden acabar junts.

### Carla Valenti
Es tracta de la protagonista femenina principal del joc, membre de la Policia de Nova York. Carla és una detectiva que (al costat del seu company Tyler) està al càrrec de la investigació per uns assassinats. És coneguda entre els seus companys del departament per la seva gran ètica professional i el seu compromís cap al seu treball (el qual és, de vegades, excessiu). La seva devoció cap a la seva professió és, en part, comprensible a causa de la seva freturosa vida personal; els seus únics amics són els seus companys i el seu veí Tommy). Amb un caràcter inquisitiu, Carla tendeix a reflexionar sobre casos que semblen no portar a cap part i que portaran llargues hores estudiar evidències amb l'esperança de trobar una pista clau que pogués haver passat desapercebuda.
També pateix d'una gran claustrofòbia i és molt propensa a patir atacs de pànic quan es troba en llocs tancats i foscos. Al final del joc, Carla i Lucas poden acabar junts; i en el final dolent es revela que el seu beu pot ser el proper nen indigo i que tindrà els poders de Lucas.

### Tyler Miles
El company de Carla té una actitud molt més passota cap a la vida, encara que és un devot del seu treball i de la seva núvia, Samantha Malone ("Sam" tal com ell la flama) La seva relació amb ella sempre ha estat íntima però també ha estat sota un constant estrès a causa de la por d'ella que ell resulti ferit durant el seu treball. Les llargues hores i el fred cada vegada major han començat a apoderar-se del seu esperit i aquest últim cas d'assassinat no ha ajudat molt, portant-li a reconsiderar la seva vida com a oficial de policia i tal vegada a mudar-se a Florida amb Sam per portar la tenda dels seus pares. Els seus entreteniments inclouen jugar a bàsquet, els videojocs (dels quals a vegades parla o fa referències, incloent moltes referències de metaficció) i col·leccionar vinils de música Motown dels anys setanta.

## Controls
La versió de consola del joc va trencar molts dels esquemes tradicionals sobre mètodes de controls, fent que l'ús dels botons fos mínim i utilitzant per contra el control analògic para gairebé totes les accions del joc. El control esquerre s'utilitzava per al moviment del personatge i el dret per a les accions de context. Per exemple, quan Lucas s'apropa a la seva taula en l'escena inicial en el restaurant, una adreça farà que se sent mentre que una altra farà que examini el seu compte i una tercera farà que agafi la seva beguda i prengui un xarrup. Les opcions disponibles es mostren amb un simple diagrama en la part superior de la pantalla. Per a accions més complexes com per exemple grimpar un reixat o fer moviments amb un jo-jo, requereix moviments més complexos del controlador analògic similars a les utilitzades en els jocs de lluita.
Durant el tutorial del joc David Cage, el director, instrueix al jugador a moure lentament el controlador mentre s'obre una porta, per maximitzar la immersió en el joc. En poques ocasions s'usen els botons del comandament (I,B i A o triangle, O i X depenent de si parlem de Xbox o PS2 respectivament) i en aquestes ocasions s'usen per interactuar amb menús i opcions d'interfície. Això inclou canviar personatges, navegar per menús de sistema d'ordinador i mostrar la "salut mental" del personatge (una opció possible però que mai és necessària i que probablement mai sigui usada pel jugador)
En l'ordinador el joc pot ser controlat mitjançant el teclat i el ratolí, amb tecles i moviments del ratolí usats conjuntament tal com es faria amb el control analògic, però també es pot utilitzar un teclat amb control analògic i és més, estaria altament recomanat.
També hi ha accions més complexes que requereixen reflexos per ser completades. Durant aquestes escenes apareixen dos diagrames circulars amb segments de colors (recordant al joc Simon Says) que es col·loquen sobreimpresses a la pantalla, cadascuna d'elles corresponent a un dels dos controladors analògics. Els diagrames mostren el moviment que ha de fer-se amb el controlador per fer maniobrar al personatge. Es tracta d'un sistema similar al videojoc Shenmue, el "Quick Time Event". El joc també requereix a vegades una certa resistència, quan demana que es piquin alternativament els botons dret i esquerre tan ràpid com es pugui. Aquestes seqüències solen ser utilitzades per evocar (i causar) cansament físic, en accions tals com córrer o nedar.
El joc proveeix a cada personatge amb un mesurador de "Salut" que va des de ple ("Neutral") o buit ("Wrecked") i que representa la salut mental del personatge. Molts dels successos del joc (tals com la seqüència inicial on Lucas Kane assassina brutalment a la seva víctima) lleven punts del mesurador però les activitats habituals (com menjar o orinar o rebre bones notícies) afegeixen punts, així com els escenaris en els quals el personatge fa descobriments reveladors o accions que li ajuden en algun sentit. Mantenir un comptador de Salut baix pot portar a diferents finals depenent del personatge (Carla i Tyler poden arribar a deixar el cas i Lucas pot arribar a suïcidar-se) i al final de la partida.

## Rebuda
En el moment del seu llançament, Fahrenheit durant diverses setmanes ha estat al capdavant de la classificació de vendes en molts països i per a les tres plataformes. Les vendes del joc van superar les 700.000 unitats el febrer del 2008, i 1 milió d'exemplars el 2015. Va rebre "ressenyes generalment favorables", segons el lloc web Metacritic, on la versió Xbox del joc va rebre una puntuació de 84/100, la versió per a PC d'un 85/100, i la versió de PlayStation 2 una de 83/100.
Segons GameSpot, "Fahrenheit dona al terme "joc cinematogràfic" un context, així com algun significat sincer. Però on el joc brilla veritablement es troba en la seva història, que és una història profunda, captivadora i, de vegades, inquietant." La música del joc era un altre aspecte ben rebut del joc, rebent elogis d'IGN.  Eurogamer va assenyalar que hi havia alguns problemes de control i de càmera, però va dir que era "probablement la peça de videojoc més divertida, prospectiva i reflexiva que hem jugat en aquest o en qualsevol any. Mai no vam pensar que ho diríem, però és un veritable pas endavant per al gènere de jocs d'aventura." John Davison de Computer Gaming World ho va resumir com "un gran renaixement per a un gènere molt estanc" i "el retorn triomfal de la pel·lícula interactiva."
Fahrenheit va ser nomenat el millor joc d'aventures del 2005 de Computer Games Magazine, GameSpot, GameSpy i PC Gamer US, i el millor joc d'aventures d'ordinador de l'any d'IGN. 32nd Saturn Awards va nomenar el joc al millor llançament de videojocs: Terror. Al NAVGTR Awards de 2005, va ser nominat a Direcció, Cinema (David Cage), Original/Cançó adaptada ("Santa Monica"), col·lecció de cançons, edició de so en un cinema de jocs, actuació principal en un drama (Sharon Mann) i categories guanyadores del joc, de l'aventura original i de l'escriptura en un drama (David Cage). Logan Decker de PC Gamer va escriure, "En un any contrari per a les aventures, Indigo Prophecy va empènyer els límits d'un gènere que sovint és estàtic i tradicional." Fahrenheit també va rebre el premi especial "Millor història" i posicions finalistes de GameSpot a les categories "Millor Música Original", "Millor Actitud de Veu", "Joc més Innovador" i "Millor Mecànic del Joc" del lloc. Va ser subcampió de "Most Innovative Game" als premis E3 Game Critics' Choice i va guanyar el "Premi al Joc més Innovador de l'Any" de la Game Convention i el "Best New PC IP Develop Excellence Award" el 2005.
Al 2011, Adventure Gamers van declarar Fahrenheit el 57è millor joc d'aventures publicat mai. Al 2008, Fahrenheit es va classificar desè a la llista de les deu primeres obertures de videojocs de Game Informer. Carla Valenti va ser classificada com la 45a heroïna més gran de la història dels videojocs de Complex.com el 2013.

### Versió remasteritzada
Fahrenheit: Indigo Prophecy Remastered ha rebut ressenyes mixtes per a PC, i comentaris positius per a iOS. Dave Rudden de IGN va observar que "falten millores més significatives" i va felicitar la seva història "contínua", el concepte de crim interessant, els personatges entranyables, el sistema de diàleg i l'actuació doblada, mentre criticaven els avisos frenètics de botons, el sigil "encara estúpid" i els errors. TouchArcade va afirmar: "L'ús excel·lent del joc dels dispositius gràfics, les imatges visuals i la banda sonora, juntament amb personatges relativament profunds porten a un títol que té més mèrits en la seva història que la majoria de nous títols iOS", però va trobar el cercle virtual "tan inexacte com la majoria dels ports de consola".